# Стефка Спасова
Стефка Николова Спасова е българска спортна акробатка. От 1979 г. е треньорка.
Родена е на 10 октомври 1947 г. в Сливен. От 1963 до 1978 г. се състезава в ДФС Сливен. Стефка Спасова е абсолютна шампионка в Турнира за Световната купа през 1975 г. в градчето Витнау, Швейцария заедно с Калинка Лечева на двойка жени.
Става световна шампионка през 1974 г. в Москва в дисциплината женска двойка, в която от 1970 г. играе с Калинка Лечева. През 1974 става заслужил майстор на спорта. Има сребърен и бронзов медал от световното първенство по спортна акробатика в Саарбрюкен през 1976 г., както и четвърто място, пак на същото първенство.
Умира на 19 януари 2021 г.